# Hasselfrätskinn
Hasselfrätskinn (Vuilleminia coryli) är en svampart som beskrevs av Boidin, Lanq. & Gilles 1989. Hasselfrätskinn ingår i släktet Vuilleminia och familjen Corticiaceae.  Arten är reproducerande i Sverige. Inga underarter finns listade i Catalogue of Life.